# 墨涅拉俄斯

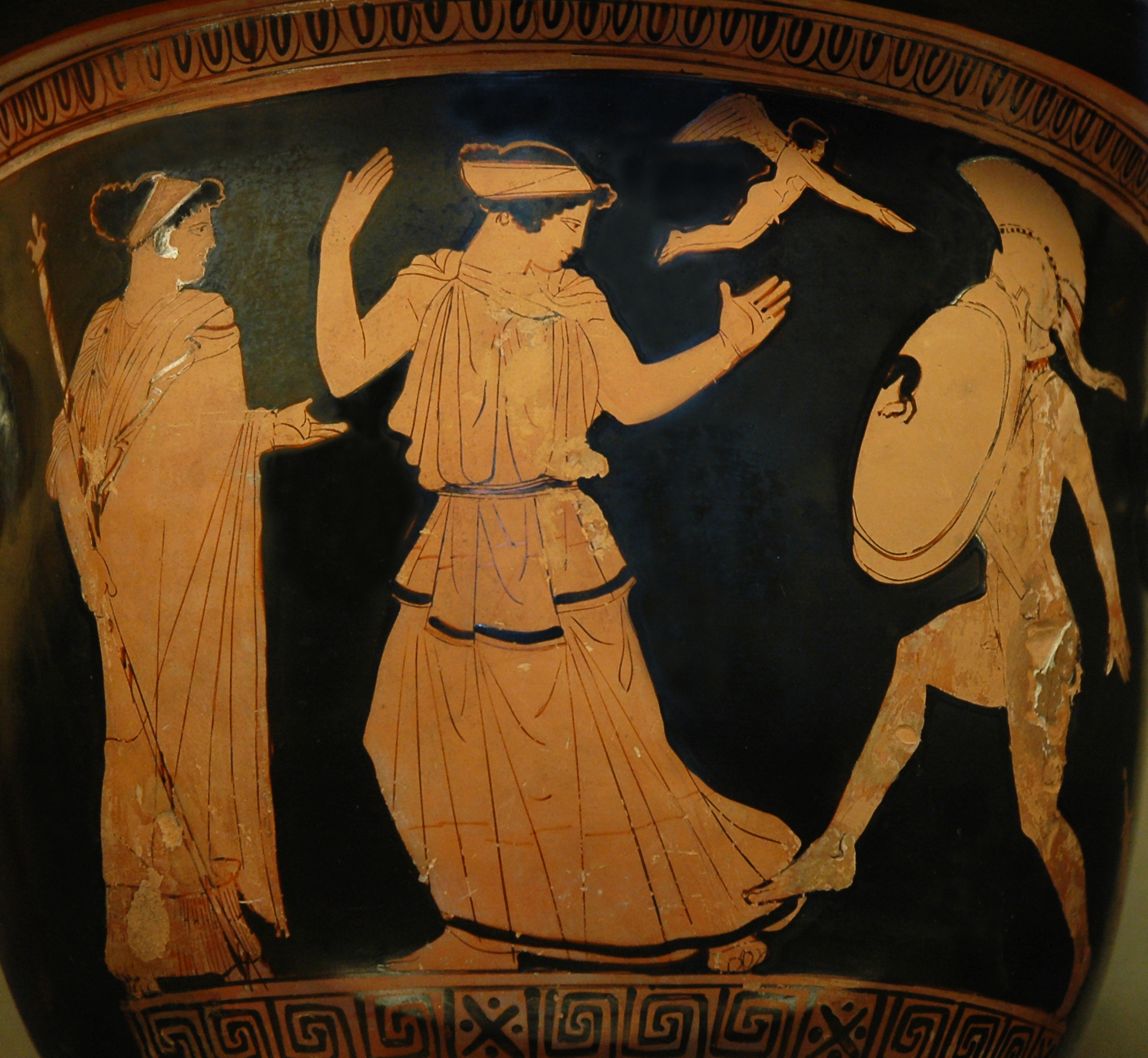
约绘于前450-440年的陶瓶，表现墨涅拉俄斯（右）夺回海伦

墨涅拉俄斯（希臘語：Μενέλαος）是希腊神话中斯巴达的国王。阿特柔斯之子，阿伽门农之弟，海伦之夫。海伦被帕里斯拐走后，墨涅拉俄斯与阿伽门农召集希腊境内几乎所有的国王对特洛伊开战。经历十年苦战，特洛伊沦陷，海伦被墨涅拉俄斯夺回。两人育有一女赫耳弥俄涅，嫁给阿伽门农之子俄瑞斯忒斯（Orestes）。